# Mongolska opsada Splita
Mongolska opsada Splita, ratni događaj koji se zbio 1242. godine, a dio je mongolskog pohoda na Europu. Uzrok mongolskog napada na Split, te na susjednu utvrdu Klis i grad Trogir bio je bijeg ugarskog i hrvatskog kralja Bele IV. (1235. – 1270.) iz Ugarske pred mongolskom najezdom na jug u Hrvatsku. Iako su Mongoli počinili velike zločine na otvorenom području splitskog i solinskog polja te poharali njive i oranice i zapalili splitska predgrađa, nisu uspjeli osvojiti grad. Napadači su u hrvatskoj i europskoj tradiciji ostali poznati i kao Tatari, jer su Tatari djelovali kao mongolska prethodnica i jer su Europljani povezivali Mongole sa stvorovima iz Tartara, podzemlja iz grčke mitologije.

## Pozadina sukoba
Batu-kan je provalio u Ugarsku sa 150.000 vojnika te je 11. travnja 1241. godine teško porazio ugarsku vojsku u bitci kod Šaja. U bitci je smrtno ozlijeđen i kraljev brat, hrvatski herceg i galicijski kralj Koloman. Ugarski i hrvatski kralj Bela IV. (1235. – 1270.) pobjegao je prvo na dvor austrijskog vojvode Fridrika II., a potom je s obitelji i dvorom otputovao u Zagreb. Kada su Mongoli i Tatari u veljači 1242. godine prešli rijeke Dunav i Dravu, kralj Bela je pošao u Dalmaciju te je našao utočište u Klisu. U kliškoj tvrđavi je ostavio suprugu, kraljicu Mariju s djecom i dijelom dvorjanika te se sklonio u grad Split, gdje je građanima naredio da mu opreme galiju. Iz nekog razloga došlo je do svađe između kralja i Splićana te je kralj napustio Split i smjestio se u Trogiru.

## Napad i opsada grada Splita
Batu-kanov vojskovođa Kadan krenuo je u lov na kralja Belu IV. Došao je s dijelom mongolske vojske u Dalmaciju i prvo opsjeo Klis vjerujući da se kralj nalazi u njemu. Za vrijeme opsade izbila je pošast u kliškoj tvrđavi od koje su preminule dvije maloljetne kćeri kralja Bele IV. i kraljice Marije, princeze Katarina i Margareta, koje su kasnije bile pokopane u splitskoj katedrali. Kada se Kadan uvjerio da Bela nije na Klisu, okrenuo se prema Splitu. Putem do Klisa, mongolska vojska je opustošila Solin i solinsko polje te pobila sve koji su se nalazili na otvorenome, a zatim je upala u splitsko polje gdje je također popalila njive i oranice, kao i gradska predgrađa koja su se nalazila izvan gradskih zidina, a pobili su i sve na koje su naišla. Prema kazivanju Tome Arhiđakona (1200. – 1268.), suvremenika tih događaja, Splićani su primili dio mađarskih dvorjanika u kuće, podrume i na ulice, zatvorili i utvrdili gradska vrata te se pripremili na grčevitu obranu.
Opsada Splita nije dugo trajala, jer mongolska vojska nije imala vojne sprava potrebne za prodor preko zidina u grad, a osim toga Kadan je doznao da se kralj Bela IV. ne krije više u Splitu pa je napustio opsadu i krenuo prema Trogiru. Iako je proveo i opsadu Trogira, Kadan nije uspio osvojiti ni taj grad, kao i u perthodnom slučaju, gradske zidine su bile velike prepreka. Kralj je u međuvremenu s galijom koju je dobio od Trogirana otplovio na pučinu te se smjestio na otočić Kraljevac koji leži zapadno od otoka Čiova, koji nosi svoje ime na uspomenu kralja Bele IV. koji se sakrio na njemu od mongolske vojske.
Nakon što su Batu-kan i Kadan doznali da je u Aziji preminuo veliki mongolski vladar Ogotaj, zaputili su se vojskom prema istoku, pustošeći i paleći putem kroz Bosnu, Srbiju i Bugarsku.